# 등시성 신호
전기 통신에서 등시성 신호란, 임의의 두 유의 순간(significant instants)에 대한 시간 간격이 모두 단위 시간과 같거나 정수배인 신호를 말한다. 시간 간격의 변동은 정해지 범위 내에서 제한적으로 이루어진다.
일반적으로 "동기성(synchronous)"은 둘 또는 그 이상의 신호 간 관계를 나타내는 단어인 반면, "등시성(Isochronous)"은 단일 신호의 특성을 지칭하는 단어라는 차이가 있다.

## 같이 보기
- 원거리 통신의 동기화 (Synchronization in telecommunications)
- 동기식 통신망 (Synchronous network)
- 준동기식 통신망 (Mesochronous network)
- 독립 동기 시스템 (Plesiochronous system)
- 비동기 시스템 (Asynchronous system)

## 참고 문헌
이 문서는 미국 연방정부기관의 발간물 "Federal Standard 1037C"에 실려있는 내용이다.